# 10 (álbum de MercyMe)
10 é uma álbum dos melhores êxitos da banda MercyMe, lançada a 7 de Abril de 2009.
O título marca a década de "I Can Only Imagine". O álbum inclui um CD com onze canções e três novas gravações (incluindo a versão nova de "I Can Only Imagine" gravada juntamente com a Orquestra Filarmónica de Londres) e um DVD com onze videoclipes e dois pequenos documentários.

## Faixas
Todas as faixas por MercyMe.
1. "Here with Me" – 4:11
2. "So Long Self" – 4:04
3. "God with Us" – 5:49
4. "I Can Only Imagine" – 4:09
5. "Word Of God Speak" – 3:09
6. "You Reign" – 3:51
7. "In the Blink of an Eye" – 3:16
8. "Hold Fast" – 4:39
9. "Spoken For" – 4:12
10. "Homesick" – 3:42
11. "Bring the Rain" – 5:31
12. "Finally Home" – 3:31
13. "I Can Only Imagine" – 5:03
14. "Only Temporary" – 3:45
15. "Ten Simple Rules" – 3:06

| Críticas profissionais                                                      | Críticas profissionais |
| Avaliações da crítica                                                       | Avaliações da crítica  |
| Fonte                                                                       | Avaliação              |
| --------------------------------------------------------------------------- | ---------------------- |
| allmusic                                                                    | [ 4 ]                  |
| Jesus Freak Hideout                                                         | [ 5 ]                  |
| Esta tabela precisa de ser acompanhada por texto em prosa. Consulte o guia. |                        |

## Paradas
| Ano  | Paradas              | Posição |
| ---- | -------------------- | ------- |
| 2009 | Billboard 200        | 18      |
| 2009 | Top Christian Albums | 1       |